# Ne Change Rien
Ne change rien é um documentário musical luso-francês de 2009, realizado por Pedro Costa e produzido por Abel Ribeiro Chaves. A longa-metragem centra-se na cantora francesa Jeanne Balibar durante períodos de ensaio e concerto, representada através dos takes caracteristicamente longos e rígidos de Costa. O filme foi apresentado na Quinzena dos realizadores no Festival de Cannes, a 15 de maio de 2009. Em Portugal, estreou comercialmente a 19 de novembro de 2009 e em França, a 27 de janeiro de 2010.

## Sinopse
O realizador português Pedro Costa, amigo de Jeanne Balibar, filmou-a em planos longos e estáticos em que toda a atenção se concentrava na sua atuação. Este filme, rodado digitalmente, compila vários registos musicais da artista, captados através da percepção do realizador que mostra como ela é versátil. A atriz e cantora foi filmada, a preto e branco, durante três anos de reflexões, ensaios e atuações, criando uma banda sonora de canções pop com inflexão de jazz. 
Uma das figuras mais importantes do cinema contemporâneo, o documentário musical é um retrato da atriz que virou cantora. A francesa Jeanne Balibar é uma cantora hipnotizante, fumadora de cigarros com uma devoção intensa ao seu ofício. Balibar, cantora, dos ensaios às gravações, dos concertos rock às provas de canto lírico, dum sótão em Saint Marie-aux-Mines aos palcos de Tóquio, de Johnny Guitar à Périchole de Offenbach. A atriz e cantora foi filmada, a p/b, durante três anos de reflexões, ensaios e atuações. Costa consegue promover uma exploração luminosa do processo criativo: Numa cena, Balibar e o seu guitarrista Rodolphe Burger experimentam diversas variações de uma música. O resultado é um documentário intimista e revelador.

## Elenco
- Jeanne Balibar[8]
- Rodolphe Burger
- Fred Cacheux
- Arnaud Dieterlen
- Herbé Loos
- François Loriquet
- Joël Theux

## Equipa técnica
- Realização: Pedro Costa
- Direção de fotografia: Pedro Costa[9]
- Direção de produção: Abel Ribeiro Chaves[10]
- Montagem: Patrícia Saramago
- Montagem sonora: Miguel Cabral e Olivier Blanc
- Som: Olivier Blanc, Vasco Pedrosa e Philippe Morel
- Mistura de som: Jean-Pierre Laforce
- Correção de cor: Gonçalo Ferreira

## Produção
Ne change rien é uma longa-metragem de 2009 entre Portugal e França, falada em francês, com a produção da OPTEC, Sociedade Óptica Técnica e a produção associada da Cinematrix (Yano Kazuyuki).

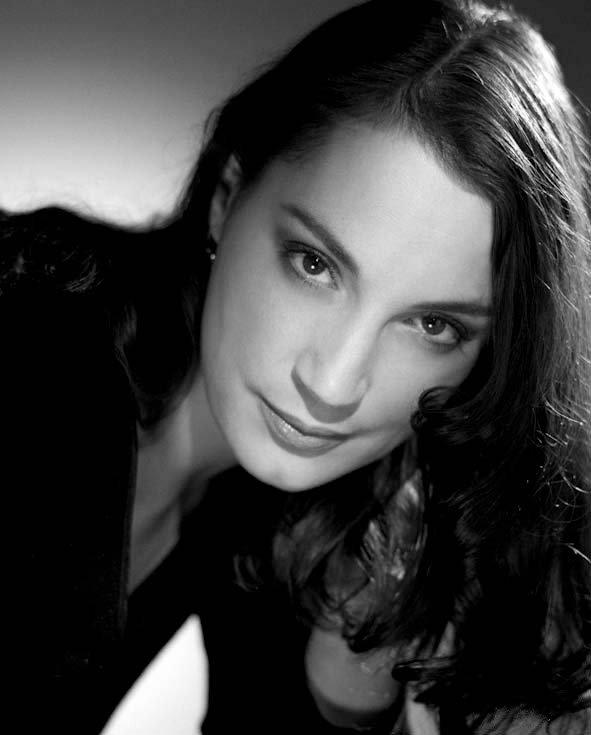
Ne change rien centra-se nos períodos de ensaio e concerto de Jeanne Balibar.

### Desenvolvimento
Pedro Costa conheceu Jeanne Balibar quando ambos compuseram o júri do Festival de Marselha em 2004. Tinham Philippe Morel, engenheiro de som, enquanto amigo comum, que foi quem sugeriu que Costa visitasse e filmasse os ensaios e concertos de Balibar. No entanto, segundo a cantora e atriz, "nunca existiu um projeto formal de filme". Em 2005, Costa fez um ensaio do que viria a ser o filme, quando realizou uma curta-metragem de 12 minutos (igualmente intitulada Ne change rien) sobre os bastidores dos ensaios de Balibar. Esta curta-metragem da Contracosta Produções, de distribuição limitada, viria a ser editada num box set japonês.
A partir deste trabalho, Costa decidiu expandir o material para uma longa-metragem. Ao longo de cerca de três anos, Pedro Costa e Jeanne Balibar trabalharam no documentário, num processo que não foi contínuo. A artista descreve que o filme "foi feito aos bocados", acrescentando: "Eu sabia que de tempos a tempos ele chegaria [para filmar concertos ou ensaios], mas para fazer o quê não sabia bem". Ne change rien é composto por imagens de concertos em que Jeanne Balibar interpreta canções do seu primeiro disco, Paramour (2003), dos primeiros ensaios de canções do seu segundo disco, Slalom Dame (2006), composto com Rodolphe Burger, provas de canto lírico e representações de La Périchole de Jacques Offenbach levada à cena em Paris, no Théâtre de l’Aquarium, em 2006 (L’Histoire Vraie de la Périchole), numa encenação de Julie Btochen.
Apesar da colaboração próxima entre Costa e Balibar ao longo de Ne change rien, a artista não participou na montagem do filme. "Quando ele (Costa) estava em montagem, percebi que precisava de estar sozinho com as imagens, nem falámos" (Balibar). O filme é dedicado a Philippe Morel, o engenheiro de som que incitou à sua concretização, e que viria a falecer antes da sua estreia.

## Estética
Ne change rien assume-se como um filme sobre a arte do trabalho, falhanços e repetições. Balibar repete as mesmas notas, vezes sem conta, até à exasperação e Costa mantém-se presente atrás da câmara. As canções são ensaiadas implacavelmente, os ritmos controlados, a entonação reparada e redirecionada. Este não é um filme-concerto nem uma trajetória de making-of, mas uma meditação semelhante a One + One / Sympathy for the Devil de Jean-Luc Godard, uma referência que Costa citou para a composição de Ne change rien. Neste sentido, o realizador não tem interesse em fornecer os elementos expectáveis de um documentário, como dados biográficos de Balibar.
Um dos aspetos mais característicos deste filme, reminiscente da cinematografia e da atitude empregada pelo cineasta Béla Tarr, é a iluminação chiaroscuro de Costa, que se intensifica em Ne change rien. A maioria das cenas está submersa na escuridão, mal iluminada por uma única fonte de luz, às vezes fora de cena. Há muitas telas brancas que Costa colocou no cenário para cortar a profundidade ou para compor o delicado equilíbrio da iluminação. Estes efeitos extremos elevam as imagens a um nível de abstracionismo. As silhuetas de Balibar e os seus colaboradores emergem e desaparecem na escuridão, nos longos takes melancólicos que evocam Caravaggio. A câmera não se move; o enquadramento e a iluminação tendem a tornar ambíguo o contexto de uma performance. Este é o único filme digital de Costa a ser rodado em preto e branco, e onde as suas composições luminosas se revelam precisas. A partir dessa combinação de luz e movimento, Ne change rien realiza um velho sonho cinematográfico de colocar esculturas em movimento. O filme percebe a possibilidade de esculpir o movimento sem exterminar, com isso, com a fluidez. O rosto de Jeanne Balibar é tratado como um modelo vivo de Rodin, como se o cinema pudesse entrar na essência das artes plásticas.
Em Ne change rien, a música, algo que até então era pontual na filmografia de Pedro Costa, é a chave nessa criação de um visual rico que parte de uma referência essencialmente plástica. O canto de Jeanne Balibar interessa, pois quando canta, a artista move-se, e cada movimento é redefinido no claro-escuro. A intenção em filmar um processo criativo é provocar um choque entre dois momentos da obra de arte: uma obra acabada versus uma obra em processo de definição. Neste sentido, Fábio Andrade destaca o paradoxo num longo plano de uma aula de canto lírico durante o qual Balibar é repetidamente interrompida pela instrutora: "O cinema de Pedro Costa é todo feito de binómios antagónicos (...), e aqui temos um dos mais constantes: o confronto entre a duração do plano e a violência dos cortes. Em Ne change rien, o corte não provem do cinema: ele é interno à cena, promovido por cada mudança brusca de humor e direcionamento, e os planos longos vão captá-los em toda sua integridade."

### Continuidade artística
O ponto de comparação óbvio para Ne change rien é o documentário de 2001 de Costa, Onde Jaz o Teu Sorriso?, onde o realizador também explorou a paciência e a exasperação, sobre o erro, a aprendizagem, onde a repetição é a medida da disciplina. No entanto, enquanto esse filme retratava um esforço criativo específico, a pós-produção da longa-metragem de Jean-Marie Straub e Danièle Huillet, Sicilia!, Ne change rien explora de forma mais livre o processo de trabalho artístico, composto por performances, ensaios e sessões de estúdio.
Apesar de, com este filme, Pedro Costa se afastar da comunidade do Bairro das Fontaínhas (com a qual desenvolveu Ossos, No Quarto da Vanda, Juventude em Marcha, Cavalo Dinheiro e Vitalina Varela), Sérgio Dias Branco (Professor universitário e investigador) defende que o realizador não se afastou do cinema como acontecimento que emerge de relações comunitárias. Tal como nesses filmes, o olhar de Costa é interior. Ne change rien atinge uma clara dimensão comunitária quando a afinidade entre os músicos sobressai entre sons. São filmados de uma baixa altura, num ligeiro contrapicado, que revela a harmonia entre eles. O filme passa depois deste plano geral para os grandes planos, separando cada membro da banda e mostrando como essa relação se constrói e ganha espessura nos ensaios e gravações. Os enquadramentos condensam a energia dos acontecimentos sem a aprisionar. A cena final é a mais luzidia: Balibar ocupa o centro, encostada a uma parede branca, em segundo plano; Rodolphe Burger, à direita, toca uma guitarra, quase de perfil; Hervé Loos, à esquerda, improvisa a percussão com uma garrafa de plástico; atrás de Hervé, um espelho devolve outra imagem de Balibar.
Há também referências à primeira longa-metragem de Costa, O Sangue, pelo uso do preto e branco e a iluminação. As afinidades entre as duas obras podem ser também percebidas em detalhes como o tipo de enquadramentos escolhidos. As luzes de palco do primeiro plano de Ne change rien evocam, por exemplo, o desenho composto pelos múltiplos focos de luz que encimam o plano da noturna festa arraial por onde passeiam e correm as personagens adolescentes de O Sangue. 

## Distribuição
Ne change rien foi selecionado para edição de 2009 do Festival de Cinema de Cannes, onde estreou na Quinzena dos realizadores a 15 de maio. O lançamento comercial do filme em Portugal iniciou-se a 19 de novembro de 2009, pela Midas Filmes, em França, a 27 de janeiro de 2010, pela Shellac Distribution, e em Espanha a 11 de junho do mesmo ano, pela Paco Poch Films. O filme viria ainda a ser distribuído comercialmente no Japão e na Argentina.
Em março de 2011, a Midas lançou Ne change rien em DVD, numa edição de colecionador que inclui três canções não incluídas na montagem final (Le tour du monde, A safe place e Les petits papiers), bem como a curta-metragem de Pedro Costa, Gustavo Sumpta e João Fiadeiro, intitulada The End of a Love Affair.
A longa-metragem está disponível no serviço de streaming Fandor.

### Festivais
O filme percorreu um longo circuito de Festivais internacionais de cinema, dos quais se destacam os seguintes:
- Festival de Cannes‎ (França, 15 de maio de 2009)
- Rencontres Internationales Paris/Berlin/Madrid (Alemanha, 2009)[10]
- Era New Horizons (Polónia, 2009)
- Festival de Cinema de Nova Iorque (E.U.A., 2009)[26]
- Festival Internacional de Cinema de Valdivia (Chile, 2009)
- Festival Internacional de Cinema de Vancouver (Canadá, 13 de outubro de 2009)
- Viennale (Áustria, 23 de outubro de 2009)
- Temps d’Images (Portugal, 2009)
- Taipei Golden Horse Film Festival (Taiwan, 2009)
- Festival Internacional de Cinema de Roterdão (Holanda, 31 de janeiro de 2010)[27]
- Festival Internacional de Cinema de Miami (E.U.A., 2010)
- Festival Internacional de Cine de Las Palmas de Gran Canaria (Espanha, 2010)
- Festival Cinematográfico Internacional del Uruguay (Uruguai, 2010)
- Festival Internacional de Cinema de Melbourne (Austrália, 5 de agosto de 2010)
- Yamagata International Documentary Film Festival (Japão, 2010)
- Festival du Film Francophone (Áustria, 2011)

### Banda sonora
Com o seu DVD, a Midas lançou igualmente um CD áudio com uma Antologia de 13 Canções por Jeanne Balibar. A música e letra destes temas são da autoria de Pierre Alferi, Rodolphe Burger e Jeanne Balibar. Segue-se a lista dos mesmos:
| N.º | Título             | Duração |  |
| 1.  | "Le tour du monde" | 4:01    |  |
| 2.  | "Hélas"            | 3:43    |  |
| 3.  | "Safe place"       | 5:25    |  |
| 4.  | "Orphée"           | 4:37    |  |
| 5.  | "Johnny guitar"    | 4:08    |  |
| 6.  | "Rien"             | 4:41    |  |
| 7.  | "Ton diable"       | 4:26    |  |
| 8.  | "These days"       |         |  |
| 9.  | "Alice"            | 4:16    |  |
| 10. | "Lady your room"   |         |  |
| 11. | "Néologie"         | 5:23    |  |
| 12. | "Pearl"            |         |  |
| 13. | "Wish u"           | 0:56    |  |

## Receção

### Crítica
Ne change rien recebeu, de forma geral, comentários positivos pela crítica especializada. No agregador de críticas Rotten Tomatoes, o filme mantém um rating de aprovação de 90%, baseado em 10 críticas, com um rating médio de 8.00/10. Num outro agregador, Metacritic, que atribui uma classificação até 100 a partir das publicações de críticos de cinema convencionais, o filme recebeu uma pontuação de 82, com base em 4 críticos, indicando "aclamação universal". Sobre o resultado do documentário, a própria Jeanne Balibar revelou-se muito satisfeita, descrevendo-o como "um dos mais belos filmes".
A crítica internacional revelou-se impressionada pela abordagem de Pedro Costa ao género musical. Robbie Freeling (IndieWire) escreve que Ne change rien não é um mero documentário, mas sim "uma oferta cinematográfica colocada aos pés da encantadora estrela cantora, Jeanne Balibar". Dennis Lim (Art Forum) elogia como Costa, "um ex-músico, reconhece o trabalho árduo envolvido, (...) tem uma percepção fantástica do que significa fazer música". Num raciocínio semelhante, Daniel Kasman (Mubi) destaca como a longa-metragem não glorifica o trabalho de músico: "em vez disso extrai as sombras para a poesia de corpos, vozes e rostos, tentando repetidamente produzir som - o som certo, para que seja algo transportador". Natasha Subramaniam (Senses of cinema) escreve que "Pedro Costa nos oferece um filme que retrata prosaicamente em detalhes fascinantes e tediosos a vida criativa de seus súbditos na sua conexão, desconexão, beleza e tortura."
A. A. Dowd (AV Club) admite que Ne change rien não é para todos os espetadores, mas elogia como "o filme oferece um raro vislumbre do lado mundano de fazer música, reconhecendo-o não apenas como um esforço criativo, mas também como uma disciplina formal." Também Matt Zoller Seitz (The New York Times) concorda que Ne change rien exige curiosidade e paciência dos espetadores, por ser um filme de "repreensão estilística às normas do cinema comercial". Richard Brody (The New Yorker) aplaude o estilo de Costa: "Uma lição surpreendente e lúcida de filmagem de performance musical e uma maravilha cinematográfica". Steve Seid destaca como a utilização do "chiaroscuro envolve a cena, um gesto de Costa que parece decidido a confundir os limites da intimidade." Damon Smith (Reverse shot) escreve sobre um paradoxo em Ne change rien: por um lado "é um filme tranquilo com objetivos modestos", por outro, "o comando engenhoso de luz e sombra de Costa (...) é outro grande testamento do seu artesanato inovador".
Também a crítica cinematográfica lusófona elogiou Ne change rien. Referindo-se à estreia em Festival, Francisco Ferreira (Expresso) escreve que "Cannes no seu melhor está em Ne change rien". Vítor Pinto (Cineuropa) elogia como Costa se mantém "fiel à sua conhecida rejeição a projetos formatados" neste filme atípico que desafia os parâmetros dos géneros documental e musical. Fábio Andrade (Revista Cinética) destaca como a "Pedro Costa interessa filmar não exatamente a intimidade entre câmera e personagem (embora ela exista), mas sim esse processo de atração e repulsa entre quem se oferece ao outro para no momento seguinte - por força de vontade ou contingência - novamente se retrair." Numa referência à tradução do título do filme, Luís Miguel Oliveira (Ipsilon) escreve: É claro que, feitas as contas, quem pede que "não mude nada" somos nós, espetadores."

### Nomeações
| Ano  | Premiação               | Categoria                     | Trabalho                            | Resultado | Ref.   |
| ---- | ----------------------- | ----------------------------- | ----------------------------------- | --------- | ------ |
| 2009 | Festival de Cannes      | Prémio C.I.C.A.E.             | Pedro Costa                         | Indicado  |        |
| 2009 | CPH:DOX                 | Prémio CPH:DOX                | Pedro Costa                         | Indicado  |        |
| 2009 | Indiewire Critics' Poll | Melhor filme sem distribuição | Ne change rien, Abel Ribeiro Chaves | 3º lugar  | [ 38 ] |
| 2010 | Prémio Autores          | Melhor filme                  | Ne change rien, Abel Ribeiro Chaves | Indicado  | [ 39 ] |